# 郫县豆瓣

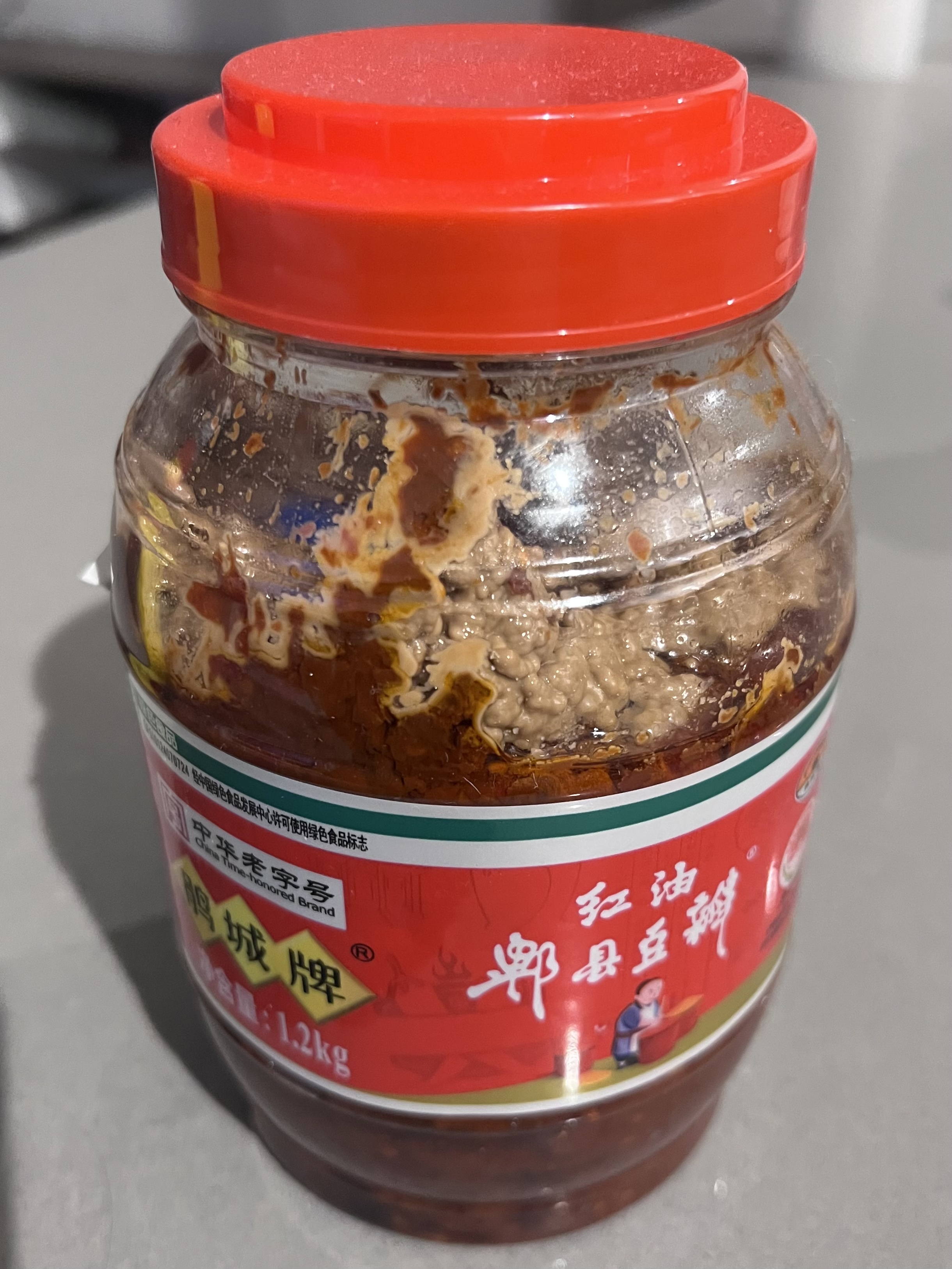
一瓶郫县豆瓣

郫县豆瓣为中国四川省郫县（现成都市郫都区）特产的豆瓣酱，是川菜的主要调料之一。由郫县人陈守信始创于清朝康熙年间。产于郫县的唐昌、郫筒、犀浦等十九个乡镇。因其在川菜中的重要性，有「川菜之魂」的稱號。
其中由四川郫县豆瓣股份有限公司生产的鹃城牌郫县豆瓣荣获“中华老字号”称号。